# 乌龙箐组
乌龙箐组是分布于滇东地区的岩石地层单位，自1966年张文堂创立的沧浪铺组乌龙箐段提升而来，层型剖面位于马龙沧浪铺（昌隆铺）至黄土坡之间的乌龙箐。主要岩性为一套黄绿色砂质页岩夹薄层云母质细砂岩，底部以1至2层砂砾岩及黏土质页岩与红井哨组分界，上覆山邑村组。本组由西向东，性质由页岩夹细砂岩相变为页岩夹粉砂岩，厚度略有增加。昆明-武定地区厚50~60m，马龙-宜良地区厚80~150m；宜良龙兑村104m，马龙乌龙箐149.63m。本组对应早寒武世沧浪铺期晚期，即国际地层年代的寒武纪第四期。
本组产关山生物群。